# World TeamTennis 2012
World TeamTennis 2012 — летняя профессиональная командная теннисная лига, игры которой проходят в США в июле и сентябре 2012 года. Представляет собой тридцать седьмой сезон профессионального турнира World TeamTennis.

## Команды-участницы
В играх лиги принимают участие восемь команд, разбитых на две конференции по географическому признаку. Команды представляют пять штатов США и округ Колумбия.
| Восточная конференция | Восточная конференция   | Восточная конференция | Западная конференция   | Западная конференция     | Западная конференция                                                                                               |
| Команда               | Город                   | Состав | Команда                | Город                    | Состав |
| --------------------- | ----------------------- | --- | ---------------------- | ------------------------ | --- |
| Бостон Лобстерс       | Миддлтон, Массачусетс   | Андре Агасси Эрик Буторак Ян-Майкл Гэмбилл Робби Джинепри Джон Изнер Карли Галликсон-Игл Ирина Фалькони                            | Канзас-Сити Эксплорерз | Канзас-Сити, Миссури     | Боб Брайан Майк Брайан Татьяна Лужанская Ник Монро Айсам-уль-Хак Куреши Шанель Симмондс                            |
| Нью-Йорк Спортаймс    | Нью-Йорк                | Роберт Кендрик Джон Макинрой Эбигейл Спирс Джесси Уиттен Эшли Харклроуд Мартина Хингис                                             | Ориндж Каунти Брейкерз | Ирвайн, Калифорния       | Анна-Лена Грёнефельд Линдсей Дэвенпорт Трэвис Пэрротт Джон-Патрик Смит Яна Юричова                                 |
| Филадельфия Фридомз   | Вилланова, Пенсильвания | Джеймс Блейк Лука Грегорц Джордан Керр Каролина Плишкова Кристина Плишкова Марк Филиппуссис                                        | Сакраменто Кэпиталз    | Ситрус-Хайтс, Калифорния | Кевин Андерсон Коко Вандевеге Алекс Кузнецов Сэм Куэрри Ася Мухаммад Марк Ноулз Райан Свитинг Марди Фиш Ясмин Шнак |
| Вашингтон Каслс       | Вашингтон               | Эдина Галловиц-Холл Леандер Паес Бобби Рейнольдс Анастасия Родионова Арина Родионова Винус Уильямс Серена Уильямс Трет Конрад Хьюи | Спрингфилд Лейзерс     | Спрингфилд, Миссури      | Тимея Бабош Дэвин Бриттон Амир Вайнтрауб Лига Декмейере Мария Санчес                                               |

## Турнирная таблица
Команды внутри каждой конференции играют в основном между собой, отдельные игры проводя с командами из другой конференции. Каждая команда проводит в рамках группового турнира по 14 игр (семь дома и семь на выезде) по 5 сетов — в мужском одиночном, женском одиночном, мужском парном, женском парном и смешанном парном разряде. По две лучших команды в каждой конференции разыгрывают финалы конференций, победители которых встретятся в финале лиги. Круговой этап турнира проходит с 9 по 28 июля. Финальные матчи конференций и финал лиги пройдут в Чарльстоне (Южная Каролина) 14—16 сентября 2012 года после завершения Олимпийских игр и Открытого чемпионата США.
| Легенда  |
| -------- |
| Дома     |
| В гостях |

### Восточная конференция
| Команда             | ВК                | НС                | БЛ                | ФФ                | ОБ          | СК          | КЭ          | СЛ          | В  | П | %    |
| ------------------- | ----------------- | ----------------- | ----------------- | ----------------- | ----------- | ----------- | ----------- | ----------- | -- | - | ---- |
| Вашингтон Каслс     |                   | 20-18 21-20 21-16 | 24-19 20-11       | 22-13 21-16       | 22-18 24-13 | 21-19       | 25-8 22-17  | 20-18 25-14 | 14 | 0 | 100  |
| Нью-Йорк Спортаймс  | 18-20 20-21 16-21 |                   | 22-18 20-22 24-16 | 22-16 23-16 19-18 |             | 17-18       | 23-16 22-18 | 22-14 22-16 | 9  | 5 | 64,3 |
| Бостон Лобстерс     | 19-24 11-20       | 18-22 22-20 16-24 |                   | 17-24 21-13 17-18 | 19-24 13-21 | 20-14 17-25 | 20-19       | 21-15       | 5  | 9 | 35,7 |
| Филадельфия Фридомз | 13-22 16-21       | 16-22 16-23 18-19 | 24-17 13-21 18-17 |                   | 23-19 15-21 | 16-22 21-23 | 20-16       | 21-18       | 5  | 9 | 35,7 |

### Западная конференция
| Команда                | ОБ                      | СК                      | КЭ                      | СЛ                      | ВК          | НС          | БЛ          | ФФ          | В | П  | %    |
| ---------------------- | ----------------------- | ----------------------- | ----------------------- | ----------------------- | ----------- | ----------- | ----------- | ----------- | - | -- | ---- |
| Ориндж Каунти Брейкерз |                         | 14-24 23-20 19-16 21-18 | 25-8 15-22              | 17-20 24-17             | 18-22 13-24 |             | 24-19 21-13 | 19-23 21-15 | 8 | 6  | 57,1 |
| Сакраменто Кэпиталз    | 24-14 20-23 16-19 18-21 |                         | 22-21                   | 19-20 16-23             | 19-21       | 18-17       | 14-20 25-17 | 22-16 23-21 | 7 | 7  | 50   |
| Канзас Эксплорерз      | 8-25 22-15              | 21-22                   |                         | 23-16 17-16 22-21 17-22 | 8-25 17-22  | 16-23 18-22 | 19-20       | 16-20       | 4 | 10 | 28,6 |
| Спрингфилд Лейзерс     | 20-17 17-24             | 20-19 23-16             | 16-23 16-17 21-22 22-17 |                         | 18-20 14-25 | 14-22 16-22 | 15-21       | 18-21       | 4 | 10 | 28,6 |

### Финалы конференций
Самые ценные игроки сезона и финала
Финалы конференций прошли 14 и 15 сентября в Чарльстоне (Южная Каролина). В финал лиги вышли «Сакраменто Кэпиталз» (Западная конференция) и «Вашингтон Каслс» (Восточная конференция).
| Команда                | ЖО                    | МО                    | ЖП                    | МП                    | СП                    | Общий счёт            |                       |                       |
| Восточная конференция  | Восточная конференция | Восточная конференция | Восточная конференция | Восточная конференция | Восточная конференция | Восточная конференция | Восточная конференция | Восточная конференция |
| ---------------------- | --------------------- | --------------------- | --------------------- | --------------------- | --------------------- | --------------------- | --------------------- | --------------------- |
| Вашингтон Каслс        | 5                     | 5                     | 2                     | 5                     | 2                     | 19                    |                       |                       |
| Нью-Йорк Спортаймс     | 1                     | 2                     | 5                     | 2                     | 5                     | 15                    |                       |                       |
| Западная конференция   |                       |                       |                       |                       |                       |                       |                       |                       |
| Сакраменто Кэпиталз    | 5                     | 5                     | 5                     | 5                     | 5                     | 25                    |                       |                       |
| Ориндж Каунти Брейкерз | 4                     | 3                     | 3                     | 1                     | 4                     | 15                    |                       |                       |

### Финал лиги
Финальный матч прошёл 16 сентября в Чарльстоне (Южная Каролина)
| Команда             | ЖО | МО | ЖП | МП | СП | Общий счёт |
| ------------------- | -- | -- | -- | -- | -- | ---------- |
| Вашингтон Каслс     | 5  | 3  | 5  | 2  | 5  | 20         |
| Сакраменто Кэпиталз | 4  | 5  | 1  | 5  | 4  | 19         |

## Лидеры лиги
| Разряд            | Лидер               | Команда       | Выиграно геймов | Проиграно геймов | Процент побед |
| ----------------- | ------------------- | ------------- | --------------- | ---------------- | ------------- |
| Женский одиночный | Мартина Хингис      | Нью-Йорк      | 51              | 35               | 59,3          |
| Мужской одиночный | Бобби Рейнольдс     | Вашингтон     | 64              | 41               | 61            |
| Женский парный    | Линдсей Дэвенпорт   | Ориндж Каунти | 48              | 29               | 62,3          |
| Мужской парный    | Леандер Паес        | Вашингтон     | 48              | 24               | 66,7          |
| Смешанный парный  | Анастасия Родионова | Вашингтон     | 40              | 23               | 63,5          |

- Самый ценный игрок (MVP) сезона среди женщин: Мартина Хингис («Нью-Йорк Спортаймс»)[2]
- Самый ценный игрок сезона среди мужчин: Бобби Рейнольдс («Вашингтон Каслс»)[2]
- Лучшие новички: Кристина Плишкова («Филадельфия Фридомз»), Джон-Патрик Смит («Ориндж Каунти Брейкерз»)[2]
- Самый ценный игрок финала: Винус Уильямс («Вашингтон Каслс»)[3]
- Тренер года: Мерфи Дженсен («Вашингтон Каслс»)[2]